# Юлийски Алпи
Юлийските Алпи (на словенски Julijske Alpe, на италиански Alpi Giulie) са дял на Алпите, разположен между реките Таляменто и Сава. Заемат части от Италия и Словения. Височината им при връх Триглав, Словения е 2864 м.

## Местоположение и граници
Този алпийски дял се намира в най-източната част на планината и е оформен като част от Южните варовикови Алпи. Общата му площ е 4400 кв. км., от които 2900 кв. км (или 65%) се разполагат в Словения (до 1991 г. – в Югославия), а останалите 1500 кв. км (35%) са в Италия. На север граничи с хребета Караванкe и с Карнийските Алпи (тоест с Австрия), с които ги свързва проходът Кампоросо. На запад граничи с Доломитовите Алпи. На юг преминава в планината Динара.

## Описание
Името на планината се появява за първи път през ранното средновековие и е свързано с римския род на Юлиите, вероятно защото Гай Юлий Цезар построява път през него, довършен от Октавиан Август.
Река Соча разделя дела на две части – източна и западна. Източната е по-висока и се намира изцяло в Словения, докато по билото на западната (където е вторият по височина връх Джоф ди Монтасио) минава границата с Италия. Свързани са от прохода Предел (1561 м). През Юлийските Алпи минава вододелът между водосборните басейни на Адриатическо и Черно море.
Характерни за Юлийските Алпи са скалистите стръмни върхове, изградени предимно от мезозойски варовик и доломит, дълбоките шеметни долини и огромните стени, идеални за алпинизъм. Над всички доминира страховитият масив Триглав, а най-живописен е районът на връх Яловец. Голяма част от района е окарстена, тоест изпълнена с пещери, проломи и подземни реки и езера. В близост се намира прочутото плато Карст, откъдето произлиза названието на този геоложки феномен. Тук са и двете карстови езера Бохинско и Бледско.

## Най-високи върхове
- Триглав – 2864 м;
- Джоф ди Монтасио – 2755 м;
- Шкарлатица – 2740 м;
- Мангарт – 2679 м;
- Джоф Фуарт – 2666 м;
- Яловец – 2645 м.

## Туризъм
Туризмът е много добре развит. Създадени са около 80 хижи и заслони на всякаква надморска височина. В сърцето на Юлийските Алпи, край едноименното езеро се намира красивият курорт Блед.